# الان مويلي
الان مويلي هو كاتب سيناريو ومخرج وممثل كندي، ولد في 1947 في كندا.

## وصلات خارجية
- الان مويلي على موقع IMDb (الإنجليزية)
- الان مويلي على موقع ألو سيني (الفرنسية)
- الان مويلي على موقع أول موفي (الإنجليزية)
- الان مويلي على موقع قاعدة بيانات الأفلام السويدية (السويدية)
- الان مويلي على موقع إن إن دي بي (الإنجليزية)
- الان مويلي على موقع قاعدة بيانات الفيلم (الإنجليزية)
- الان مويلي على موقع كينوبويسك (الروسية)